# 上海公交江川3路
江川3路，是上海市闵行区的一条公共汽车线路，于2007年2月26日开通，始于东川路站，途经江川路街道、上海交通大学闵行校区、华东师范大学闵行校区、上海东海职业技术学院和紫竹国家高新技术产业开发区:20-21，讫于虹梅南路东海学院。主要乘客为上海交通大学、华东师范大学和东海学院的学生。
该线路由闵行区人大代表提议设立，闵行区建管局开通。